# Cryptanalyse acoustique
La cryptanalyse acoustique consiste à analyser les sons émis par du matériel effectuant des opérations cryptographiques comme un cryptoprocesseur. Avec du matériel adéquat, il est possible de récupérer des informations précieuses pour le cryptanalyste. Ce type d'attaque date de l'époque des machines cryptographiques, après la Seconde Guerre mondiale, avec l'analyse des sons émis par les touches ou les rotors.
Plus récemment, Adi Shamir et Eran Tromer ont montré qu'une telle analyse était possible sur des processeurs.